# Timida
Timida è un brano musicale del gruppo musicale pop rock italiano Modà, pubblicato come singolo il 9 luglio 2009 dall'etichetta discografica Ultrasuoni Srl e successivamente inserita nell'album Viva i romantici pubblicato nel 2011.
Il brano è stato scritto da Francesco Silvestre, frontman e cantante dei Modà, e da Orazio Grillo e ne esistono due versioni. La prima, infatti, conteneva una similitudine con un'ape, ma la band fu costretta a modificarla per ragioni discografiche.
Il video musicale prodotto per Timida è stato diretto da Marco Carlucci, ed è stato girato sulle spiagge calabresi di Filadelfia e Tropea (VV).

## Tracce
Download digitale
1. Timida - 3:42